# Lake Doré
Lake Doré är en sjö i Kanada.   Den ligger i countyt Renfrew County och provinsen Ontario, i den sydöstra delen av landet, 110 km väster om huvudstaden Ottawa. Lake Doré ligger 139 meter över havet. Arean är 15,1 kvadratkilometer. Den sträcker sig 5,4 kilometer i nord-sydlig riktning, och 4,8 kilometer i öst-västlig riktning.
Omgivningarna runt Lake Doré är en mosaik av jordbruksmark och naturlig växtlighet. Runt Lake Doré är det mycket glesbefolkat, med 6 invånare per kvadratkilometer.